# Company Train

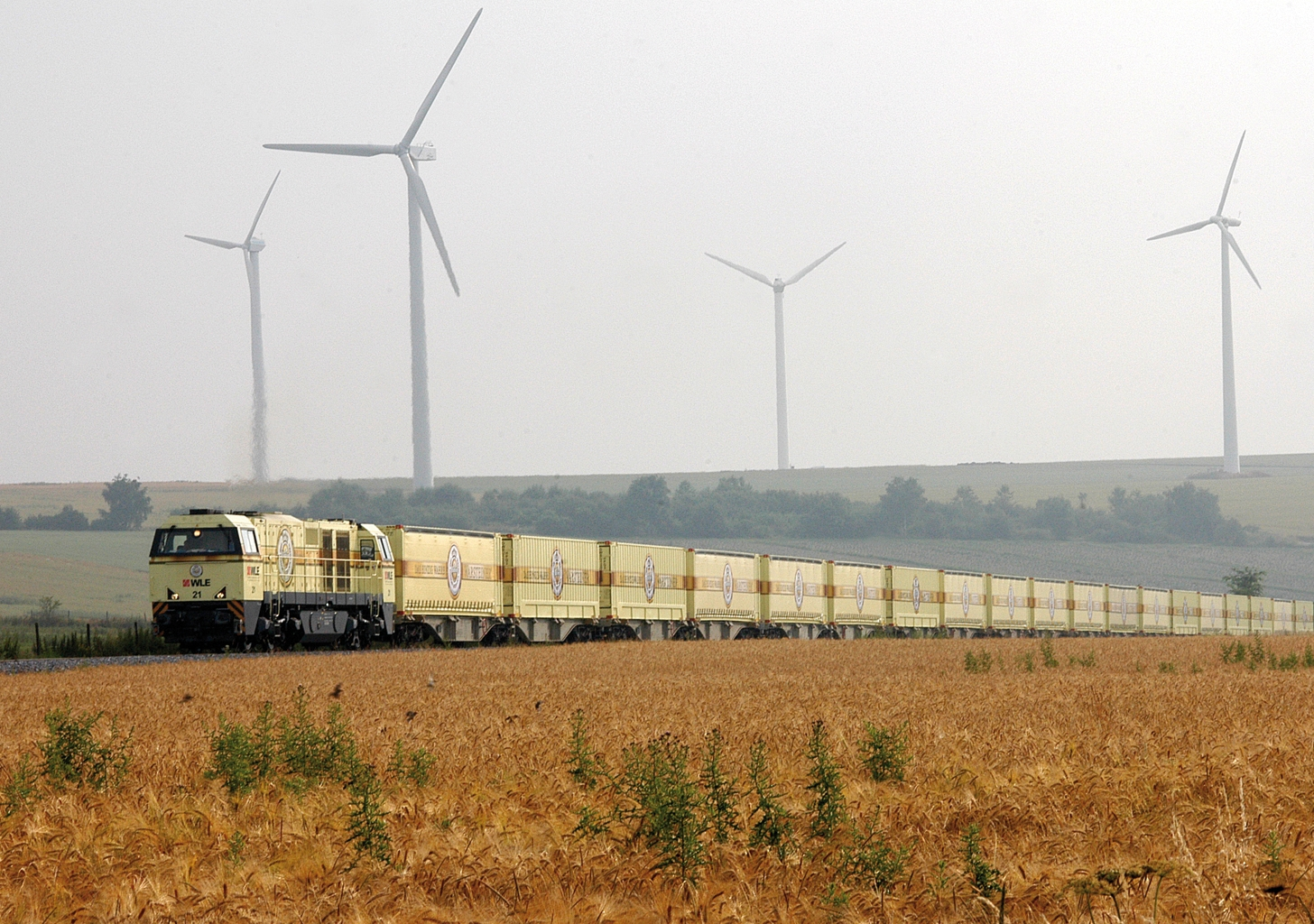
Company Train der Warsteiner Brauerei

Als Company Train bezeichnet man einen unternehmenseigenen Ganzzug. 
Der Company Train dient einem Unternehmen für den Transport eigener oder nur für sie bestimmter Waren in eigenen oder nur für sich angemieteten Zügen. In der Regel werden nicht gelegentliche oder Einzelverkehre über Company Trains abgewickelt, sondern mehr oder weniger häufige Relationen mit regelmäßig großen Ladeeinheiten zwischen festen Lade- und Entladeorten. Überlegenswert werden Company Trains auch, wenn Kapazitätsschwierigkeiten bei LKWs, im Schiffsverkehr oder bei anderen Zügen auftreten. 
Die Betreiber sehen in Europa nach der Öffnung der früher und zum Teil noch heute staatlichen Eisenbahntrassen für dritte Eisenbahnverkehrsunternehmen die Möglichkeit kostenreduzierter Transporte. Sie handeln mit den Eisenbahninfrastrukturunternehmen eigene Verträge für die Nutzung der Schienenwege aus. Das lohnt sich für beide Seiten, wenn die Company Trains ein Minimum von Fahrten im betrachteten Zeitabschnitt aufweisen und ein Minimum an Frachtgut zu befördern ist.

## Beispiele
- das Unternehmen Fercam Company Train aus Südtirol zwischen Köln und Verona[1]
- Logistikunternehmen bieten Company Trains als Produkt[2]
- Die English, Welsh & Scottish Railway (EWS) bezeichnet einen nur intern genutzten, firmeneigenen Zug, bestehend aus einem Konferenzwagen, einem Schlafwagen und einem Speisewagen sowie einem Steuerwagen für Schiebebetrieb, ebenfalls als „Company Train“ (intern „CoT“).
- Trans-Eurasia-Express